# Independence (Louisiana)
Independence és una població dels Estats Units a l'estat de Louisiana. Segons el cens del 2000 tenia 1.724 habitants.

## Demografia
Segons el cens del 2000, Independence tenia 1.724 habitants, 663 habitatges, i 446 famílies. La densitat de població era de 298,5 habitants/km².
Dels 663 habitatges en un 31,2% hi vivien nens de menys de 18 anys, en un 42,1% hi vivien parelles casades, en un 21,9% dones solteres, i en un 32,7% no eren unitats familiars. En el 28,1% dels habitatges hi vivien persones soles el 15,2% de les quals corresponia a persones de 65 anys o més que vivien soles. El nombre mitjà de persones vivint en cada habitatge era de 2,6 i el nombre mitjà de persones que vivien en cada família era de 3,21.
Per edats la població es repartia de la següent manera: un 28,7% tenia menys de 18 anys, un 9,3% entre 18 i 24, un 25,5% entre 25 i 44, un 19,7% de 45 a 60 i un 16,9% 65 anys o més.
L'edat mediana era de 35 anys. Per cada 100 dones de 18 o més anys hi havia 78 homes.
La renda mediana per habitatge era de 22.446 $ i la renda mediana per família de 30.685 $. Els homes tenien una renda mediana de 28.125 $ mentre que les dones 17.105 $. La renda per capita de la població era de 10.495 $. Entorn del 20,8% de les famílies i el 29,3% de la població estaven per davall del llindar de pobresa.

## Poblacions més properes
El següent diagrama mostra les poblacions més properes.